# Dix-neuvième district congressionnel de Floride
Le 19e district congressionnel de Floride est un district du Congrès américain du sud-ouest de la Floride. Il comprend les villes de Cape Coral, Fort Myers, Fort Myers Beach, Sanibel, Bonita Springs, Naples et Marco Island, ainsi que des villes non incorporées dans les comtés de Lee et Collier. Le district est représenté par le républicain Byron Donalds depuis 2021.
Le 19e district a été créé à la suite du cycle de redécoupage après le recensement de 1980. Depuis lors jusqu'en 1993, c'était un district basé à Miami ; une grande partie de son territoire constitue désormais le 25e district. De 1993 à 2013, il couvrait des parties de Fort Lauderdale et de West Palm Beach ; cette zone est maintenant le 23e district. L'actuel 19e couvre la majeure partie du territoire qui était le 14e district de 1993 à 2013.

## Géographie
| #  | Comté   | Siège       | Population |
| -- | ------- | ----------- | ---------- |
| 21 | Collier | East Naples | 404 310    |
| 71 | Lee     | Fort Myers  | 834 573    |

### Villes de 10 000 personnes ou plus
- Cape Coral – 194 016
- Lehigh Acres – 114 287
- Fort Myers – 95 949
- Bonita Springs – 53 644
- North Fort Myers – 42 719
- Estero – 36 939
- Naples – 19 115
- Iona – 16 908
- Marco Island – 15 760
- Villas – 12 687
- Gateway – 10 376

### Villes de 2 500 à 10 000 personnes
- McGregor – 7 976
- Pelican Bay – 6 660
- Sanibel – 6 382
- Lochmoor Waterway Estates – 5 828
- Fort Myers Beach – 5 582
- Three Oaks – 5 472
- Naples Park – 5 092
- Whiskey Creek – 4 842
- Pine Manor – 4 122
- St. James City – 3 876
- Florida Gulf Coast University – 3 659

## Historique de vote
| Années | Poste     | Résultats              |
| ------ | --------- | ---------------------- |
| 2008   | Président | McCain 56,8 % – 42,3 % |
| 2012   | Président | Romney 60,5 % – 38,7 % |
| 2016   | Président | Trump 59,6 % – 37,5 %  |
| 2020   | Président | Trump 59,7 % – 39,6 %  |

## Liste des Représentants du district
| Membre                            | Parti       | Années                           | Congrès     | Histoire électorale | Zone géographique                                                                                                   |
| --------------------------------- | ----------- | -------------------------------- | ----------- | --- | --- |
| District établi le 3 janvier 1983 |             |                                  |             | | |
| Dante Fascell                     | Démocrate   | 3 janvier 1983 - 3 janvier 1993  | 98e - 102e  | Redécoupage depuis le 15e district et réélu en 1982. Réélu en 1984. Réélu en 1986. Réélu en 1988. Réélu en 1990. Retrait.                                                                                      | 1983–1993 |
| Harry Johnston (en)               | Démocrate   | 3 janvier 1993 - 3 janvier 1997  | 103e , 104e | Redécoupage depuis le 14e district et réélu en 1992. Réélu en 1994. Retrait. | 1993–2003 |
| Robert Wexler (en)                | Démocrate   | 3 janvier 1997 - 3 janvier 2010  | 105e - 111e | Élu en 1996. Réélu en 1998. Réélu en 2000. Réélu en 2002. Réélu en 2004. Réélu en 2006. Réélu en 2008. Démissionne pour devenir Président du Centre pour la Paix et la Coopération Économique au Moyen-Orient. | 1993–2003 |
| Robert Wexler (en)                | Démocrate   | 3 janvier 1997 - 3 janvier 2010  | 105e - 111e | Élu en 1996. Réélu en 1998. Réélu en 2000. Réélu en 2002. Réélu en 2004. Réélu en 2006. Réélu en 2008. Démissionne pour devenir Président du Centre pour la Paix et la Coopération Économique au Moyen-Orient. | 2003–2013 Parties des comtés de Palm Beach et Broward, incluant les villes de Coral Springs, Margate et Greenacres. |
| Vacant                            | Vacant      | 3 janvier 2010 - 13 avril 2010   | 111e        | | |
| Ted Deutch                        | Démocrate   | 13 avril 2010 - 3 janvier 2013   | 111e , 112e | Élu pour terminer le mandat de Wexler. Réélu en 2010. Redécoupage vers le 21e district. | |
| Trey Radel                        | Républicain | 3 janvier 2013 - 27 janvier 2014 | 113e        | Élu en 2012. Démissionne | 2013–2023 Inclut Cape Coral, Fort Myers, Naples et Marco Island. 2023-en cours                                      |
| Vacant                            | Vacant      | 27 janvier 2014 - 25 juin 2014   | 113e        | | 2013–2023 Inclut Cape Coral, Fort Myers, Naples et Marco Island. 2023-en cours                                      |
| Curt Clawson                      | Républicain | 25 juin 2014 - 3 janvier 2017    | 113e , 114e | Élu pour terminer le mandat de Radel. Réélu en 2014. Retrait. | 2013–2023 Inclut Cape Coral, Fort Myers, Naples et Marco Island. 2023-en cours                                      |
| Francis Rooney                    | Républicain | 3 janvier 2017 - 3 janvier 2021  | 115e - 116e | Élu en 2016. Réélu en 2018. Retrait. | 2013–2023 Inclut Cape Coral, Fort Myers, Naples et Marco Island. 2023-en cours                                      |
| Byron Donalds                     | Républicain | 3 janvier 2021 - en cours        | 117e - 119e | Élu en 2020. Réélu en 2022. Réélu en 2024. Retrait pour se présenter comme gouverneur de Floride. | 2013–2023 Inclut Cape Coral, Fort Myers, Naples et Marco Island. 2023-en cours                                      |

## Résultats des récentes élections
Voici les résultats des récentes élections dans le district.

### 2004
| Élection de 2004 du 19e district congressionnel de Floride | Élection de 2004 du 19e district congressionnel de Floride | Élection de 2004 du 19e district congressionnel de Floride | Élection de 2004 du 19e district congressionnel de Floride | Élection de 2004 du 19e district congressionnel de Floride |
| ---------------------------------------------------------- | ---------------------------------------------------------- | ---------------------------------------------------------- | ---------------------------------------------------------- | ---------------------------------------------------------- |
| Parti                                                      | Parti                                                      | Candidat                                                   | Votes                                                      | %                                                          |
|                                                            | Démocrate                                                  | Robert Wexler (en) (sortant)                               | 202 345                                                    | 100 %                                                      |
|                                                            | Les Démocrates conservent                                  |                                                            |                                                            |                                                            |

### 2006
| Élection de 2006 du 19e district congressionnel de Floride | Élection de 2006 du 19e district congressionnel de Floride | Élection de 2006 du 19e district congressionnel de Floride | Élection de 2006 du 19e district congressionnel de Floride | Élection de 2006 du 19e district congressionnel de Floride |
| ---------------------------------------------------------- | ---------------------------------------------------------- | ---------------------------------------------------------- | ---------------------------------------------------------- | ---------------------------------------------------------- |
| Parti                                                      | Parti                                                      | Candidat                                                   | Votes                                                      | %                                                          |
|                                                            | Démocrate                                                  | Robert Wexler (en) (sortant)                               | 178 456                                                    | 100 %                                                      |
|                                                            | Les Démocrates conservent                                  |                                                            |                                                            |                                                            |

### 2008
| Élection de 2008 du 19e district congressionnel de Floride | Élection de 2008 du 19e district congressionnel de Floride | Élection de 2008 du 19e district congressionnel de Floride | Élection de 2008 du 19e district congressionnel de Floride | Élection de 2008 du 19e district congressionnel de Floride |
| ---------------------------------------------------------- | ---------------------------------------------------------- | ---------------------------------------------------------- | ---------------------------------------------------------- | ---------------------------------------------------------- |
| Parti                                                      | Parti                                                      | Candidat                                                   | Votes                                                      | %                                                          |
|                                                            | Démocrate                                                  | Robert Wexler (en) (sortant)                               | 202 465                                                    | 66,16                                                      |
|                                                            | Républicain                                                | Edward Lynch                                               | 83 357                                                     | 27,84                                                      |
|                                                            | Indépendant                                                | Benjamin Graber                                            | 20 214                                                     | 6,61                                                       |
| Total des votes                                            | Total des votes                                            | Total des votes                                            | 303 036                                                    | 100 %                                                      |
|                                                            | Les Démocrates conservent                                  |                                                            |                                                            |                                                            |

### 2010 (Spéciale)
| Élection Spéciale de 2010 du 19e district congressionnel de Floride | Élection Spéciale de 2010 du 19e district congressionnel de Floride | Élection Spéciale de 2010 du 19e district congressionnel de Floride | Élection Spéciale de 2010 du 19e district congressionnel de Floride | Élection Spéciale de 2010 du 19e district congressionnel de Floride |
| ------------------------------------------------------------------- | ------------------------------------------------------------------- | ------------------------------------------------------------------- | ------------------------------------------------------------------- | ------------------------------------------------------------------- |
| Parti                                                               | Parti                                                               | Candidat                                                            | Votes                                                               | %                                                                   |
|                                                                     | Démocrate                                                           | Ted Deutch                                                          | 43 269                                                              | 62,06                                                               |
|                                                                     | Républicain                                                         | Edward Lynch                                                        | 24 549                                                              | 35,21                                                               |
|                                                                     | Indépendant                                                         | Jim McCormick                                                       | 1 905                                                               | 2,73                                                                |
| Total des votes                                                     | Total des votes                                                     | Total des votes                                                     | 69 723                                                              | 100 %                                                               |
|                                                                     | Les Démocrates conservent                                           |                                                                     |                                                                     |                                                                     |

### 2010
| Élection de 2010 du 19e district congressionnel de Floride | Élection de 2010 du 19e district congressionnel de Floride | Élection de 2010 du 19e district congressionnel de Floride | Élection de 2010 du 19e district congressionnel de Floride | Élection de 2010 du 19e district congressionnel de Floride |
| ---------------------------------------------------------- | ---------------------------------------------------------- | ---------------------------------------------------------- | ---------------------------------------------------------- | ---------------------------------------------------------- |
| Parti                                                      | Parti                                                      | Candidat                                                   | Votes                                                      | %                                                          |
|                                                            | Démocrate                                                  | Ted Deutch (sortant)                                       | 132 098                                                    | 62,59                                                      |
|                                                            | Républicain                                                | Joe Budd                                                   | 78 733                                                     | 37,30                                                      |
|                                                            | Write-In                                                   | Autres                                                     | 228                                                        | 0,11                                                       |
| Total des votes                                            | Total des votes                                            | Total des votes                                            | 211 059                                                    | 100 %                                                      |
|                                                            | Les Démocrates conservent                                  |                                                            |                                                            |                                                            |

### 2012
| Élection de 2012 du 19e district congressionnel de Floride | Élection de 2012 du 19e district congressionnel de Floride | Élection de 2012 du 19e district congressionnel de Floride | Élection de 2012 du 19e district congressionnel de Floride | Élection de 2012 du 19e district congressionnel de Floride |
| ---------------------------------------------------------- | ---------------------------------------------------------- | ---------------------------------------------------------- | ---------------------------------------------------------- | ---------------------------------------------------------- |
| Parti                                                      | Parti                                                      | Candidat                                                   | Votes                                                      | %                                                          |
|                                                            | Républicain                                                | Trey Radel                                                 | 189 833                                                    | 62,0                                                       |
|                                                            | Démocrate                                                  | Jim Roach                                                  | 109 746                                                    | 35,8                                                       |
|                                                            | Indépendant                                                | Brandon M. Smith                                           | 6 637                                                      | 2,2                                                        |
| Total des votes                                            | Total des votes                                            | Total des votes                                            | 306 216                                                    | 100 %                                                      |
|                                                            | Les Républicains prennent aux Démocrates                   |                                                            |                                                            |                                                            |

### 2014 (Spéciale)
| Élection spéciale de 2014 du 19e district congressionnel de Floride | Élection spéciale de 2014 du 19e district congressionnel de Floride | Élection spéciale de 2014 du 19e district congressionnel de Floride | Élection spéciale de 2014 du 19e district congressionnel de Floride | Élection spéciale de 2014 du 19e district congressionnel de Floride |
| ------------------------------------------------------------------- | ------------------------------------------------------------------- | ------------------------------------------------------------------- | ------------------------------------------------------------------- | ------------------------------------------------------------------- |
| Parti                                                               | Parti                                                               | Candidat                                                            | Votes                                                               | %                                                                   |
|                                                                     | Républicain                                                         | Curt Clawson                                                        | 66 922                                                              | 66,9                                                                |
|                                                                     | Démocrate                                                           | April Freeman                                                       | 23 314                                                              | 29,3                                                                |
|                                                                     | Libertarien                                                         | Ray Netherwood                                                      | 3 729                                                               | 3,7                                                                 |
|                                                                     | Write-In                                                            | Timothy J. Rossano                                                  | 24                                                                  | 0,0                                                                 |
| Total des votes                                                     | Total des votes                                                     | Total des votes                                                     | 99 989                                                              | 100 %                                                               |
|                                                                     | Les Républicains conservent                                         |                                                                     |                                                                     |                                                                     |

### 2014
| Élection de 2014 du 19e district congressionnel de Floride | Élection de 2014 du 19e district congressionnel de Floride | Élection de 2014 du 19e district congressionnel de Floride | Élection de 2014 du 19e district congressionnel de Floride | Élection de 2014 du 19e district congressionnel de Floride |
| ---------------------------------------------------------- | ---------------------------------------------------------- | ---------------------------------------------------------- | ---------------------------------------------------------- | ---------------------------------------------------------- |
| Parti                                                      | Parti                                                      | Candidat                                                   | Votes                                                      | %                                                          |
|                                                            | Républicain                                                | Curt Clawson (sortant)                                     | 159 354                                                    | 64,6                                                       |
|                                                            | Démocrate                                                  | April Freeman                                              | 80 824                                                     | 32,7                                                       |
|                                                            | Libertarien                                                | Ray Netherwood                                             | 6 671                                                      | 2,7                                                        |
|                                                            | Write-In                                                   | Timothy J. Rossano                                         | 12                                                         | 0,0                                                        |
| Total des votes                                            | Total des votes                                            | Total des votes                                            | 246 861                                                    | 100 %                                                      |
|                                                            | Les Républicains conservent                                |                                                            |                                                            |                                                            |

### 2016
| Élection de 2016 du 19e district congressionnel de Floride | Élection de 2016 du 19e district congressionnel de Floride | Élection de 2016 du 19e district congressionnel de Floride | Élection de 2016 du 19e district congressionnel de Floride | Élection de 2016 du 19e district congressionnel de Floride |
| ---------------------------------------------------------- | ---------------------------------------------------------- | ---------------------------------------------------------- | ---------------------------------------------------------- | ---------------------------------------------------------- |
| Parti                                                      | Parti                                                      | Candidat                                                   | Votes                                                      | %                                                          |
|                                                            | Républicain                                                | Francis Rooney                                             | 239 225                                                    | 65,9                                                       |
|                                                            | Démocrate                                                  | Robert M. Neeld                                            | 123 812                                                    | 34,1                                                       |
|                                                            | Write-In                                                   | David Byron                                                | 109                                                        | 0,0                                                        |
|                                                            | Write-In                                                   | Timothy J. Rossano                                         | 20                                                         | 0,0                                                        |
| Total des votes                                            | Total des votes                                            | Total des votes                                            | 363 166                                                    | 100 %                                                      |
|                                                            | Les Républicains conservent                                |                                                            |                                                            |                                                            |

### 2018
| Élection de 2018 du 19e district congressionnel de Floride | Élection de 2018 du 19e district congressionnel de Floride | Élection de 2018 du 19e district congressionnel de Floride | Élection de 2018 du 19e district congressionnel de Floride | Élection de 2018 du 19e district congressionnel de Floride |
| ---------------------------------------------------------- | ---------------------------------------------------------- | ---------------------------------------------------------- | ---------------------------------------------------------- | ---------------------------------------------------------- |
| Parti                                                      | Parti                                                      | Candidat                                                   | Votes                                                      | %                                                          |
|                                                            | Républicain                                                | Francis Rooney (sortant)                                   | 211 465                                                    | 62,3                                                       |
|                                                            | Démocrate                                                  | David Holden                                               | 128 106                                                    | 37,7                                                       |
|                                                            | Indépendant                                                | Pete Pollard (write-in)                                    | 36                                                         | 0,0                                                        |
| Total des votes                                            | Total des votes                                            | Total des votes                                            | 339 607                                                    | 100 %                                                      |
|                                                            | Les Républicains conservent                                |                                                            |                                                            |                                                            |

### 2020
| Élection de 2020 du 19e district congressionnel de Floride | Élection de 2020 du 19e district congressionnel de Floride | Élection de 2020 du 19e district congressionnel de Floride | Élection de 2020 du 19e district congressionnel de Floride | Élection de 2020 du 19e district congressionnel de Floride |
| ---------------------------------------------------------- | ---------------------------------------------------------- | ---------------------------------------------------------- | ---------------------------------------------------------- | ---------------------------------------------------------- |
| Parti                                                      | Parti                                                      | Candidat                                                   | Votes                                                      | %                                                          |
|                                                            | Républicain                                                | Byron Donalds                                              | 272 440                                                    | 61,27                                                      |
|                                                            | Démocrate                                                  | Cindy Banyai                                               | 172 146                                                    | 38,72                                                      |
|                                                            | Indépendant                                                | Patrick Post (write-in)                                    | 3                                                          | 0,01                                                       |
| Total des votes                                            | Total des votes                                            | Total des votes                                            | 444 589                                                    | 100 %                                                      |
|                                                            | Les Républicains conservent                                |                                                            |                                                            |                                                            |

### 2022
La primaire démocrate a été annulée. Cindy Banyai avance vers l'élection générale.
| Primaire républicaine de 2022 du 19e district congressionnel de Floride | Primaire républicaine de 2022 du 19e district congressionnel de Floride | Primaire républicaine de 2022 du 19e district congressionnel de Floride | Primaire républicaine de 2022 du 19e district congressionnel de Floride | Primaire républicaine de 2022 du 19e district congressionnel de Floride |
| ----------------------------------------------------------------------- | ----------------------------------------------------------------------- | ----------------------------------------------------------------------- | ----------------------------------------------------------------------- | ----------------------------------------------------------------------- |
| Parti                                                                   | Parti                                                                   | Candidat                                                                | Votes                                                                   | %                                                                       |
|                                                                         | Républicain                                                             | Byron Donalds (sortant)                                                 | 76 192                                                                  | 83,7                                                                    |
|                                                                         | Républicain                                                             | Jim Huff                                                                | 14 795                                                                  | 16,3                                                                    |

| Élection de 2022 du 19e district congressionnel de Floride | Élection de 2022 du 19e district congressionnel de Floride | Élection de 2022 du 19e district congressionnel de Floride | Élection de 2022 du 19e district congressionnel de Floride | Élection de 2022 du 19e district congressionnel de Floride |
| ---------------------------------------------------------- | ---------------------------------------------------------- | ---------------------------------------------------------- | ---------------------------------------------------------- | ---------------------------------------------------------- |
| Parti                                                      | Parti                                                      | Candidat                                                   | Votes                                                      | %                                                          |
|                                                            | Républicain                                                | Byron Donalds (sortant)                                    | 213 035                                                    | 68,01                                                      |
|                                                            | Démocrate                                                  | Cindy Banyai                                               | 100 226                                                    | 31,99                                                      |
|                                                            | Indépendant                                                | Patrick Post (write-in)                                    | 13                                                         | 0,0                                                        |
| Total des votes                                            | Total des votes                                            | Total des votes                                            | 313 274                                                    | 100 %                                                      |
|                                                            | Les Républicains conservent                                |                                                            |                                                            |                                                            |

### 2024
Les primaires républicaine et démocrate ont été annulées. Byron Donals (R-Sortant), et Kari Lerner (D) avancent vers l'élection générale.
| Élection de 2024 du 19e district congressionnel de Floride | Élection de 2024 du 19e district congressionnel de Floride | Élection de 2024 du 19e district congressionnel de Floride | Élection de 2024 du 19e district congressionnel de Floride | Élection de 2024 du 19e district congressionnel de Floride |
| ---------------------------------------------------------- | ---------------------------------------------------------- | ---------------------------------------------------------- | ---------------------------------------------------------- | ---------------------------------------------------------- |
| Parti                                                      | Parti                                                      | Candidat                                                   | Votes                                                      | %                                                          |
|                                                            | Républicain                                                | Byron Donalds (sortant)                                    | 275 708                                                    | 66,3                                                       |
|                                                            | Démocrate                                                  | Kari Lerner                                                | 140 038                                                    | 33,7                                                       |
| Total des votes                                            | Total des votes                                            | Total des votes                                            | 415 746                                                    | 100 %                                                      |
|                                                            | Les Républicains conservent                                |                                                            |                                                            |                                                            |